# Nebojša Vučković (1975)
Nebojša Vučković (Rijeka, 25 juli 1975) is een voetbaltrainer afkomstig uit het voormalig Joegoslavië.

## Biografie
Vučković werd geboren in het Kroatische Rijeka in 1975. Hij kwam op jeugdige leeftijd naar Nederland. Hij kwam uit voor verschillende amateurploegen in Kroatië, Nederland en België. Hij studeerde aan het CIOS van ROC Leeuwenborgh in Sittard, waar hij in 2005 zijn eerste voetbaldiploma's behaalde.
In 2007 behaalde hij zijn UEFA A diploma en ging hij werken bij FC Eindhoven, waar hij jeugdcoördinator, keeperstrainer en assistent-trainer was. In 2009 werd hij door PSV aangesteld als hoofdtrainer van de amateurtak. In 2013 slaagde hij voor de cursus Coach Betaald Voetbal.
Op 14 januari 2013 volgde hij Hesterine de Reus op, als coach van het vrouwenelftal van PSV, die trainer werd van het Australisch voetbalelftal. In februari 2018 maakte PSV bekend dat zij het contract van Vučković niet zouden verlengen. Medio 2019 werd hij hoofd jeugdopleidingen bij FK Spartak Subotica.